# Nani Dollison
Nani Dollison (Corea del Sud, 1953) è una giocatrice di poker statunitense.
Ha vinto tre braccialetti WSOP, il primo alle WSOP 1983 e gli altri due nell'edizione del 2001.
Al gennaio 2012 le sue vincite totali nei tornei live superano i $775.000, di cui $600.515 derivanti esclusivamente dalle WSOP.

## Braccialetti WSOP
| Anno | Torneo                                     | Premio   |
| ---- | ------------------------------------------ | -------- |
| 2000 | $1.000 Limit Hold'em/Seven card stud Donne | $53.200  |
| 2001 | $2.000 Limit Hold'em                       | $441.440 |
| 2001 | $1.000 No-Limit Hold'em Donne              | $41.130  |